# Marholmen, Norrtälje kommun

Marholmen är en ö i Stockholms norra skärgård i Uppland. Den har landförbindelse och på ön har Kommunalarbetarförbundet en semesterby med restaurang- och konferensverksamhet.

## Historik
År 1900 köpte grosshandlaren Nils Vilhelm Berg Marholmen där han lät uppföra sommarvillor. I samband med storstrejken 1909 engagerade sig Nils Berg och hans hustru Hanna i arbetarrörelsen. De startade kursverksamhet på Marholmen och 1913 skänkte de större delen av ön till Landsorganisationen för att använda egendomen som ett vilohem för arbetarkvinnor.
Resterande delen av ön skänkte paret till Birkagårdens folkhögskola 1924. Folkhögskolan hade grundats av Natanael Beskow som blev rektor på skolverksamhetens som byggdes upp på Marholmen. För ritningarna svarade arkitekten C. A. Danielsson-Bååk Skolan startade 1926 med sommarkurser för arbetarkvinnor. Därefter drevs kursverksamhet och facklig verksamhet på Marholmen under somrarna.
Kommunalarbetarförbundet köpte LO:s delar av Marholmen år 1983 för 600 000 kr, vilket motsvarade en krona per medlem. År 1988 invigdes Marholmens fritids- och konferenscenter med fyrtio semesterstugor och konferenssalar. Den kompletterades med Birkagårdens del av Marholmen år 2006 och drivs av Kommunals handelsbolag Lyran konferens. Sedan 2011 finns skärgårdskrogen Grosshandlargården i den gamla folkhögskolan och de verser som Elsa Beskow textat har återställts.